# Unionen mellem Kroatien og Ungarn
Unionen mellem Kroatien og Ungarn var en forening mellem de to kongeriger Kroatien og Ungarn fra 1102 til 1527. 
Unionen blev til i 1102, da det ungarske dynasti Huset Árpád (no) kom på Kroatiens trone. Det kroatiske parlament, Sabor, fortsatte med at  eksistere og der fandtes en visekonge, ban. Unionens karakter er omdiskutert.
Unionen eksisterede til 1. januar 1527, da det kroatiske parlament (Sabor) valgte Ferdinand 1. til konge af Kroatien. Fra da og til 1918 var Kroatien en del af Habsburgmonarkiet, da Kroatien og Ungarn senere igen blev forenet.